# جان فیلد-ریچاردز
جان فیلد-ریچاردز (انگلیسی: John Field-Richards; ۱۰ مهٔ ۱۸۷۸ – ۱۸ آوریل ۱۹۵۹) قایقران موتوری اهل بریتانیا بود.